# Idobrium myrmido
Idobrium myrmido är en skalbaggsart som först beskrevs av Leon Fairmaire 1871.  Idobrium myrmido ingår i släktet Idobrium och familjen långhorningar. Inga underarter finns listade i Catalogue of Life.